# Arachnopusia paucivanna
Arachnopusia paucivanna är en mossdjursart som beskrevs av Moyano 1991. Arachnopusia paucivanna ingår i släktet Arachnopusia och familjen Arachnopusiidae. Inga underarter finns listade i Catalogue of Life.